# 米歇爾·馬丁·德羅林
米歇爾·馬丁·德羅林（Michel Martin Drolling）是一位法國新古典主義畫家。

## 生平
米歇爾·馬丁·德羅林是其父親馬丁·德羅林的學生，1806年又師從雅克·路易·大衛。1810年，他的作品《阿喀琉斯之怒》為他贏得了羅馬大獎。1811年至1816年，他在羅馬法蘭西學院學習後，因1817年在沙龍展出的《亞伯之死》而聞名。因此，他收到了許多委託，特別是創作出《法律降臨人間建立了自己的帝國》，目前展示於羅浮宮名人堂的天花板、1836年的《圖爾總督》和1837年的《亞歷山大公約》。 
1837年，米歇爾·馬丁·德羅林當選為法蘭西美術學院院士，並被任命為巴黎美術學院教授。

## 家族
他是畫家馬丁·德羅林（Martin Drölling）的兒子，畫家露意絲·德羅林（Louise-Adéone Drölling）的兄弟。

## 文獻
- E. de Saint-Maurice Cabany, Le Nécrologe Universel du XIXe siècle, t. 6, Paris, 1851, p. 291-298 (en ligne)
- Laetitia Levrat, Martin Drölling (Bergheim 1752-Paris 1817) : un état de la question, thèse, Grenoble 2 - UFR Sciences Humaines, 2009-2010 (PDF en ligne （页面存档备份，存于）).
- Carole Blumenfeld, « Les conseils avisés d'un peintre à son fils : la correspondance entre Martin Drölling (1752-1817) et Michel-Martin Drölling (1786-1851) », Bulletin de la Société de l'Histoire de l'Art français, Année 2009, p. 279–333